# ميليسا تشان
ميليسا تشان (بالإنجليزية: Melissa Chan)‏ هي صحفية أمريكية، ولدت في 2 يونيو 1980 في هونغ كونغ في الصين.